# Lehrerzimmer (Roman)
Lehrerzimmer ist ein satirischer Roman von Markus Orths. Die Erstausgabe erschien 2003 bei Schöffling.

## Handlung
Der Studienassessor Kranich hat vom baden-württembergischen Oberschulamt endlich eine Stelle an einer Schule zugewiesen bekommen, am fiktiven Göppinger Gymnasium „ERG“. Obwohl der Roman durchgehend aus der Ich-Perspektive erzählt wird, erfährt man über den Erzähler so gut wie nichts. Der neue Lehrer Kranich wird mit eingefahrenen Verhaltenskonzepten konfrontiert, an denen er zunächst teilnehmen will, obwohl deren Verlogenheit von Anfang an offenbar ist. Wegweisend ist bereits das Einstellungsgespräch mit Schuldirektor Höllinger: „Man könne, sagte er, vier Säulen unterscheiden, auf welche das gesamte Schulsystem sich stütze: Die Säulen nenne er Angst, Jammer, Schein und Lüge.“ (2. Kapitel)
Der Roman setzt durchgängig auf satirische Übertreibungen, etwa bei der Charakterisierung des Lehrpersonals: Jeder Kollege stellt sich stets militärisch kurz mit Nachname plus Fächerkombination vor. Der Autor Markus Orths, der selbst zunächst als Lehrer arbeitete, webte einige populäre Pädagogiker-Scherze in seinen Roman ein, etwa den von der „Schwellendidaktik“: „Und was heißt das? fragte ich. Dass du die Stunde in dem Moment vorbereitest, sagte Renner, in dem du über die Schwelle des Klassenzimmers trittst.“ (8. Kapitel)

## Aufbau und Stil
Der Roman besteht aus 20 Kapiteln sowie einem Prolog und einem Epilog. In der dtv-Ausgabe ist er 160 Seiten lang.
Stilistisch am auffälligsten ist die weitläufige Verwendung der indirekten Rede, die den ironischen Effekt noch erhöht.

## Ausgaben und Übersetzungen
- Markus Orths: Lehrerzimmer. Frankfurt am Main: Schöffling 2003. (Originalausgabe.) ISBN 3-89561-095-X.
- Markus Orths: Lehrerzimmer. München: dtv 2004. (Taschenbuchausgabe.) ISBN 3-423-13269-8.
- Markus Orths: De lerarenkamer. Amsterdam: Uitgeverij Podium 2004. (Übersetzung ins Niederländische von Gerrit Bussink und Elly Schippers.) ISBN 90-5759-375-0.
- Markus Orths: Sala professori. Rom: Voland 2008. (Übersetzung ins Italienische von Roberta Gado Wiener.) ISBN 978-88-88700-99-1.
- Markus Orths: The staff room. Sawtry: Dedalus 2008. (Übersetzung ins Englische von Mike Mitchell.) ISBN 978-1-903517-55-0.
- Markus Orths: Mokytojų kambarys. Vilnius: Gimtasis žodis 2009. (Übersetzung ins Litauische von Jūratė Dikšaitė.) ISBN 978-9955-16-279-7.

## Hörbuch-Ausgaben
- Markus Orths: Lehrerzimmer. Sprecher: Torben Kessler. BUCHFUNK 2008, ISBN 978-3-86847-102-1